# Hornwoodia
Hornwoodia é um género botânico pertencente à família Brassicaceae.